# Démographie du Niger
La démographie du Niger est l'ensemble des données et études concernant la population du Niger.
La plupart des chiffres de cet article proviennent de documents de l'Institut National de la Statistique du Niger
,.
La démographie du Niger est notamment caractérisée par le taux de fécondité le plus élevé au monde.

## Évolution de la population

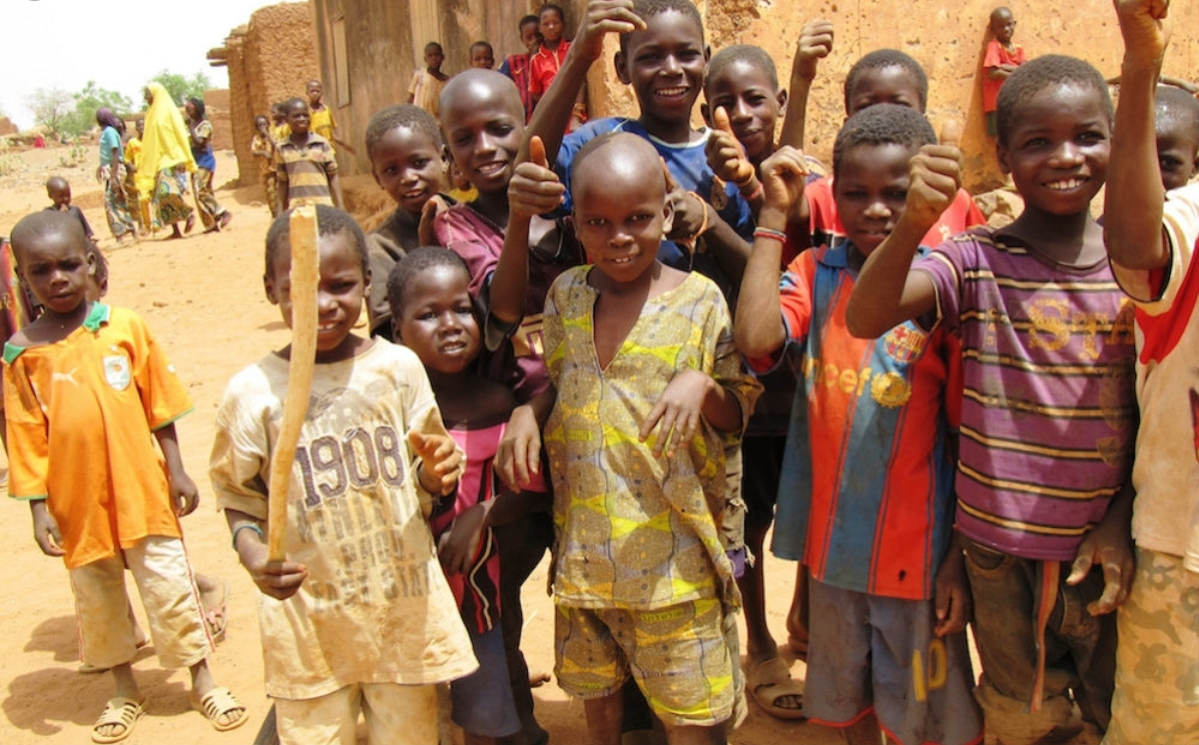
Enfants du Niger.

Le taux de fécondité au Niger est le plus élevé au monde avec 6,2 enfants par femme en 2021 selon L’Enquête nationale sur la fécondité et la mortalité des enfants de moins de cinq (5) ans (ENAFEME Niger 2021), C'est une baisse comparativement à 2018 où le taux était de 7,6 enfants par femme. D'après une étude des Nations unies, la population du Niger devrait atteindre 79 millions d'habitants en 2050 puis 209 millions en 2100. Toutefois, comme l'explique le quotidien The Guardian, cette projection implique que le taux de fécondité au Niger va progressivement diminuer vers 2,5 enfants par femme d'ici la fin du siècle. Dans le cas contraire, si le taux de fécondité devait se maintenir au niveau actuel (on assiste même à une augmentation de la fécondité depuis plusieurs années), alors la population du Niger pourrait s'approcher du milliard d'habitants en 2100.
Selon le Fonds des Nations unies pour l'enfance (Unicef), 30 % des filles sont mariées avant l'âge de 15 ans et 75 % avant 18 ans. Ces mariages ont souvent pour conséquence d'interrompre la scolarisation des filles.
La forte croissance démographique s'explique donc par un taux de fécondité très élevé, par la jeunesse de la population (âge moyen de 15 ans), un faible niveau d'éducation et une société patriarcale où les hommes travaillent aux champs (79 % de la population en zone rurale) tandis que les femmes restent au foyer, font du maraîchage. Pas de retraites : les enfants s´occupent des parents quand ils sont vieux. Les mariages sont de plus en plus précoces près des villes. Le gouvernement nigerien tente depuis des décennies de maîtriser sa fécondité, en lançant par exemple avec d'autres nations du Sahel l'initiative « Autonomisation des femmes et dividende démographique au Sahel » avec l'appui de la Banque mondiale et du Fonds des Nations unies pour la population. Ce programme a pour but de financer une campagne de communication « en faveur de la contraception et de la scolarisation des filles ». Cependant ces tentatives butent « sur la colère des islamistes radicaux, qui assimilent la contraception à "une œuvre satanique de l'Occident" ».

## Structure et répartition

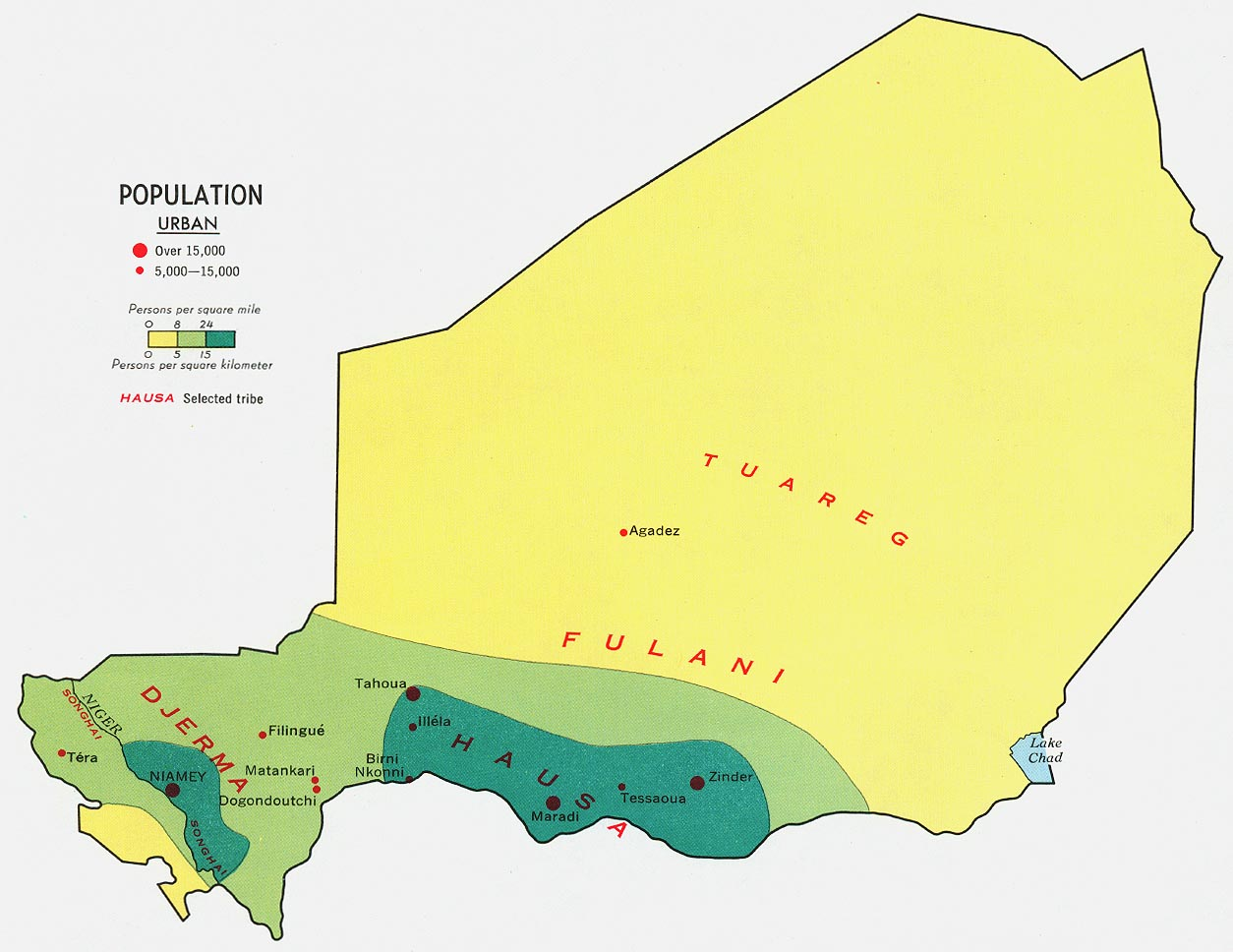
Répartition de la population du Niger (les échelles de population sont obsolètes, mais la répartition reste correcte).

La population du Niger se caractérise par sa jeunesse, 15 ans en moyenne, conséquence d’un taux de natalité très élevé. 19 % de la population est âgée de moins de 5 ans.
| Hommes | Classe d’âge | Femmes |
| ------ | ------------ | ------ |
| 0,4    | 75 ans et +  | 0,4    |
| 0,3    | 70 - 74 ans  | 0,3    |
| 0,5    | 65 - 69 ans  | 0,6    |
| 0,8    | 60 - 64 ans  | 0,8    |
| 1      | 55 - 59 ans  | 1      |
| 1,2    | 50 - 54 ans  | 1,2    |
| 1,7    | 45 - 49 ans  | 1,7    |
| 2      | 40 - 44 ans  | 2,1    |
| 2,2    | 35 - 39 ans  | 2,4    |
| 2,5    | 30 - 34 ans  | 2,8    |
| 3      | 25 - 29 ans  | 3,2    |
| 3,8    | 20 - 24 ans  | 4      |
| 5,6    | 15 - 19 ans  | 5,4    |
| 7,2    | 10 - 14 ans  | 6,8    |
| 8,2    | 05 - 09 ans  | 8      |
| 9,6    | 00 - 04 ans  | 9,4    |

Le Niger est un pays rural. Le taux d’urbanisation de la population est faible (21 % en 2011), mais en progression constante. La région ayant le plus fort taux d'urbanisation, en dehors de la capitale, est curieusement celle d'Agadez, région désertique, en raison de la population de son chef-lieu et des cités minières d'Arlit et Tchirozérine.
La densité de la population est peu élevée, 12,4 habitants/km2. Elle est marquée par une augmentation du nord au sud liée aux conditions climatiques : 
- inférieure à 1 hab/km2 dans la zone saharienne (0,1 hab/km2  dans le département de Bilma),
- quelques habitants au km2 dans la zone sahélienne (13,4 hab/km2 dans le département de Tanout)),
- et près de 100 hab/km2 dans la zone soudanienne, l’étroite bande sud  qui concentre la majorité de la population du pays (82,6 hab/km2 dans le département de Magaria, 162,4 hab/km2 dans celui de Madarounfa).

## Composition culturelle

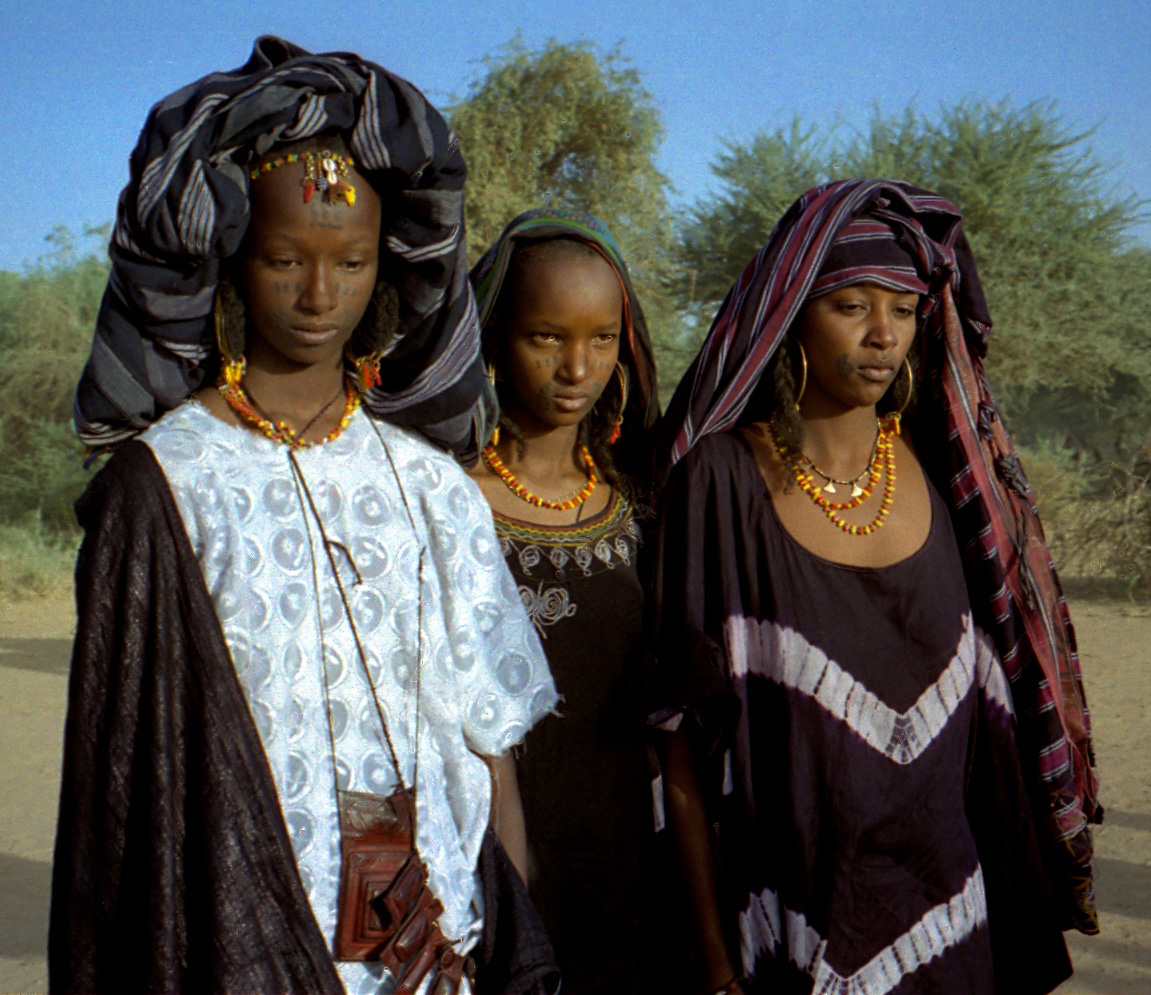
Jeunes femmes wodaabes (peuls).

Selon le recensement de 2001, les différentes ethnies se retrouvent principalement, mais non exclusivement, dans les régions suivantes :
- Haoussas (55,4 %) : régions de Maradi, Tahoua, Zinder, Dosso
- Djermas (21 %) : régions de Tillabéri, Dosso, Niamey,
- Touaregs (9,3 %) : régions de Agadez, Tahoua,
- Peuls (12,5 %) : régions de Niamey Dosso Maradi Tahoua Diffa  Tillabéri, Zinder,
- Kanuris (4,7 %) : région de Diffa,

Zinder et la région d´Agadez.
- Toubous (0,4 %) : régions de Diffa, Zinder, Bilma region d'agadez
- Arabes (0,3 %) : régions de Tahoua, Diffa, Agadez, Zinder,
- Gourmantchés (0,4 %) : région de Tillabéri.

La langue officielle est le français. Les langues des différentes communautés (Haoussa, Djerma-, Peul, Arabe pour les principales) ont le statut de langues nationales.

## Autres indicateurs sociaux
Éducation  :

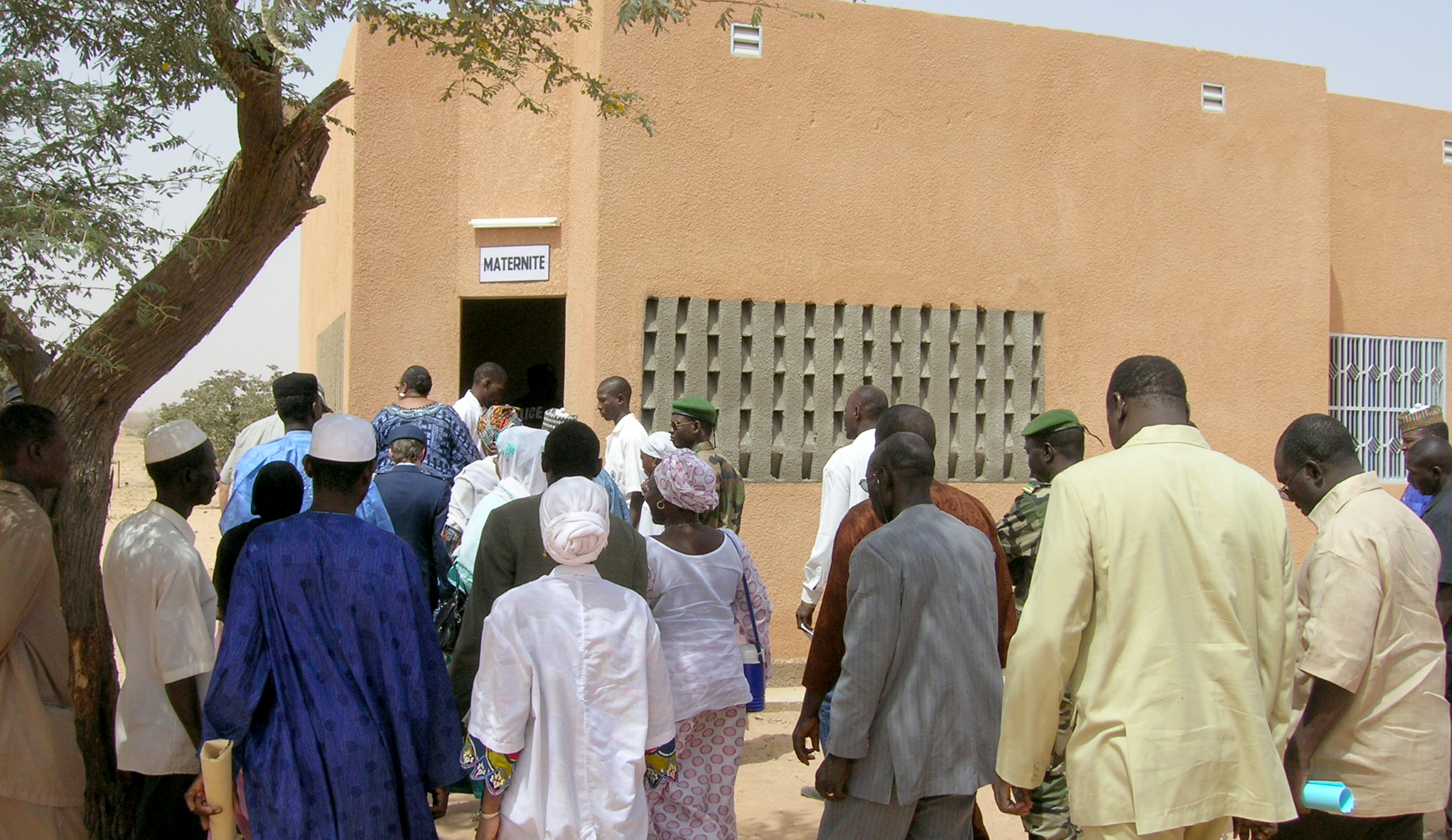
Inauguration d'une maternité à Dosso.

Le taux d'alphabétisation en 2011 est de 29 % (42,8 % pour les hommes et 17,1 % pour les femmes).
Le taux brut de scolarisation en 2011 est de 72,9 % (81,9 % pour les garçons et 63,9 % pour les filles).
Santé  :
En 2011, le Niger dispose de 45 hôpitaux, dont 4 maternités.
Il y a 349 médecins, soit un pour 43 500 habitants.
Conditions de vie
Le taux d’accès à l'eau potable en milieu rural est de 64,2 %.
Le taux d'extrême pauvreté est de 41,8% en 2021 équivalant à plus de 10 millions de personnes. Il est supérieur à 65 % dans les régions de Maradi, Tillabéri et Dosso.